# 哈尔滨公交1路
哈尔滨公交1路是哈尔滨公交的一条线路，由道外区港务局到道里区车辆厂文化宫，全程9公里。

## 历史
- 1948年开辟，始发站为道里尚志大街，途经南马路、桃花巷、正阳大街（靖宇街）3个站点至道外十六道街终点，全长4.4公里，配车6台。
- 1956年，终点站改为道外七道街。
- 1958年，始发站改至道里河图街，途经建国街、安升街、十二道街、南马路、桃花巷、七道街等9个站点至道外二十道街终点，全长8.9公里，配车12台。
- 1966年9月，终点改至道里银行，全长6公里，配车8台，单程运行时间25分。
- 1967年2月，恢复终点至道外二十道街，9月，终点站缩至承德广场，全长6.8公里。
- 1968年，终点又恢复至道外二十道街。
- 1969年3月，始发站改至车辆厂文化宫，终点线路延至道外太古街，全长11公里，8个站点。
- 1979年11月，始发站改至高谊街，途经经纬街、哈一百、南马路、承德广场、道外头道街至终点道外七道街，全长5公里，配车24台。
- 1985年11月，恢复始发站车辆厂文化宫，途经高谊商店、经纬街、道里十二道街、哈一百、南马路、承德广场、道外头道街等10个站点至终点道外二十道街，线路全长6.2公里，配通道车28台，单程运行时间32分。
- 1993年7月28日，终点由道外二十道街延伸至港务局，线路长度由原4公里，增至6.4公里，站点由12个增至16个，增设更新街、油石厂、木材市场、港务局4站，票价分区点为桃花巷。
- 1997年7月1日因中央大街改为步行街，1路道里十二道街路段，改行霞曼街，取消经纬街站点，增设霞曼街站点。[1]
- 2014年8月，港务局至车辆厂文化宫方向，改为经由通港街，迎新街，红旗大街，再左转至东北新街恢复走向，单向取消木材市场站，增加陶瓷小区，红旗大街(北环路口)站；车辆厂文化宫至港务局走向不变。[2]
- 2017年5月，由于地铁建设工程施工，开往港务局方向发车至景阳街走向不变，由景阳街起，临时调整经景阳街、大新街、北十四道街恢复原走向，返回走向同上。双向取消靖宇头道街、靖宇七道街、靖宇十二道街站，临时增设景阳街、道外三道街、道外七道街、道外十二道街站。[3]

### 曾用车型
- 丹东黄海DD6103HSC（——2009年5月30日）
- 丹东黄海DD6102HSA（2008年——2009年）
- 哈尔滨龙江LJK6103Q（2008年）
- 丹东黄海DD6107S03（2009年6月1日——2013年12月11日）
- 郑州宇通ZK6105HNG2（2013年12月12日——）

## 车站一览
| 序号 | 車站名稱             | 车辆厂文化宫方向 位置（下行） | 港务局方向 位置（上行） | 换乘轨道交通 |
| ---- | -------------------- | ----------------------------- | ----------------------- | ------------ |
| 1    | 港务局               | 海员街/通港街                 | 海员街/通港街           |              |
| 2    | 陶瓷小区             | 迎新街/通港街                 |                         |              |
| 3    | 红旗大街（北环路口） | 红旗大街/迎新街               |                         |              |
| 4    | 木材市场             |                               | 东北新街/红旗大街       |              |
| 5    | 油石厂               | 东北新街                      | 东北新街                |              |
| 6    | 更新街               | 东北新街                      | 东北新街                |              |
| 7    | 松浦大桥             | 东北新街                      | 北新街                  |              |
| 8    | 靖宇二十道街         | 靖宇街/北二十道街             | 靖宇街/北二十道街       |              |
| 9    | 市四院               | 靖宇街/北十八道街             | 靖宇街/北十六道街       |              |
| 10   | 靖宇十二道街         | 靖宇街/北十三道街             | 靖宇街/北十二道街       |              |
| 11   | 靖宇七道街           | 靖宇街/北七道街               | 靖宇街/北七道街         |              |
| 12   | 靖宇头道街           | 靖宇街/北二道街               | 靖宇街/北头道街         |              |
| 13   | 承德广场             | 景阳街                        | 景阳街/承德街           |              |
| 14   | 南马路               | 南马路                        | 南马路                  |              |
| 15   | 买卖街               |                               | 石头道街/买卖街         |              |
| 16   | 兆麟街（联升广场）   | 石头道街/兆麟街               | 石头道街/兆麟街         |              |
| 17   | 道里十二道街         | 西十二道街/中央大街           | 霞曼街/中央大街         |              |
| 18   | 高谊街               | 经纬街/大安街                 |                         |              |
| 19   | 经纬八道街           |                               | 工部街/经纬八道街       |              |
| 20   | 经纬十道街           |                               | 工部街/经纬十道街       |              |
| 21   | 车辆厂文化宫         | 经纬街/经纬十二道街           | 经纬街/经纬十二道街     |              |